# تيلكوم 3 إس
تيلكوم 3 إس (بالإنجليزية: Telkom-3S) هو قمر صناعي للاتصالات إندونيسي ثابت بالنسبة للأرض. تم بناؤه كبديل عن القمر الصناعي تيلكوم 3 الذي فقد بسبب فشل الإطلاق في 6 أغسطس 2012. تم إطلاق تيلكوم 3 إس بنجاح في 14 فبراير 2017، وبدأ تشغيله في 17 أبريل 2017.

## الوصف
تم تزويد تيلكوم 3 إس بـ 24 جهاز إرسال واستقبال سي - باند، و8 أجهزة إرسال واستقبال سي - باند موسعة، و10 أجهزة إرسال واستقبال كو - باند. ستغطي حمولة سي - باند إندونيسيا وجنوب شرق آسيا، بينما تغطي حمولة سي - باند الموسعة إندونيسيا وجزءًا من ماليزيا. سوف تغطي حمولة كو - باند إندونيسيا على وجه التحديد. ستوفر تيلكوم 3 إس خدمات تليفزيونية عالية الوضوح إلى جانب الاتصالات المحمولة وتطبيقات الإنترنت.